# 박근혜 (방송인)
박근혜(朴槿惠, 1973년 1월 30일 ~ )는 대한민국의 전 탤런트 겸 전 아나운서, 방송인이다.

## 개요
충남대학교 천문우주과학 학사를 졸업했으며, 1993년 뮤지컬배우로 첫 데뷔하여 1995년 KBS 슈퍼 탤런트 1기 출신으로 천문기상학 전공을 살려 같은 해 KBS 기상캐스터로 활동했고, 이후 1997년 iTV 경인방송이 개국하면서 iTV 아나운서로 입사했으나, 2004년 iTV 경인방송이 폐국하면서 퇴사하고 프리랜서 방송인으로 활동중이다.

## 학력
- 충남대학교 천문우주과학 학사

## 경력
- 1995년 KBS 슈퍼 탤런트 1기
- 1995년 KBS 기상캐스터
- 1997년 iTV 아나운서

## 방송 진행

### TV
- 1998년 iTV 《생방송 공짜로 드립니다》
- 1998년 iTV 《인체탐험 야호야호》
- 1999년 iTV 《생방송 모닝데이트》
- 2001년 iTV 《특급증권정보》
- 2002년 iTV 《생방송 세상을 연다》
- 2004년 iTV 《iTV 뉴스10》

### 라디오
- 2003년 iTV iFM 《박근혜의 뮤직박스》

## 수상
- 2004년 한국아나운서대회 TV 진행상